# Harry Strom
Harry Edwin Strom (Burdett (Alberta), 7 juli 1914 - Edmonton (Alberta), 2 oktober 1984) was een Canadees politicus en diende tussen 1968 en 1971 als de 9e premier van de provincie Alberta.
Strom werd in 1955 voor de eerste maal verkozen als lid van de wetgevende vergadering van Alberta, de Legislative Assembly als vertegenwoordiger van de Social Credit Party of Alberta. Tussen 1962 en 1967 diende hij onder premier Ernest Manning als minister van landbouw. Nadat Manning afscheid nam als leider van zijn partij werd Strom verkozen om hem op te volgen en daarmee werd hij ook premier van de provincie.
Tijdens de provinciale verkiezingen van 1967 was de aanhang van de Social Credit Party voor het eerst in lange tijd onder de 50% gedoken, mede veroorzaakt door de opkomst van de Progressief-Conservatieven die vooral in de snel groeiende steden Edmonton en Calgary veel aanhang verworven. De Social Credit Party, die het vooral van kiezers op het platteland moest hebben, was na ruim 30 jaar in het zadel het regeren echter moe geworden en tijdens de verkiezingen van 1971 kwamen zij in de oppositie. Strom werd als premier opgevolgd door Peter Lougheed van de Progressief-Conservatieve Partij.
Strom diende als leider van de oppositie in de wetgevende vergadering tot 1973 en in 1975 nam hij definitief afscheid van de politiek nadat tijdens de verkiezingen van dat jaar de Social Credit Party bijna de helft van hun kiezersaandeel verloren en tot 4 zetels werden gereduceerd.
Strom overleed op 70-jarige leeftijd in Edmonton op 2 oktober 1984.